# أوتو بولر
أوتو بولر لاعب كرة قدم سويسري راحل كان يجيد اللعب في خط الهجوم.
لعب طوال مسيرته الرياضية في نادي غراسهوبر زيوريخ.
شارك مع منتخب سويسرا في بطولة كأس العالم 1934 في إيطاليا حيث خرج من الدور الربع النهائي.

## وصلات خارجية
- أوتو بولر على موقع الاتحاد الدولي (مؤرشف)  (الإنجليزية)
- أوتو بولر على موقع Soccerway.com (الإنجليزية)
- أوتو بولر على موقع عالم كرة القدم.نت (الإنجليزية)
- هذا سيرة ذاتية